# Gary Cooper, que estás en los cielos
Gary Cooper, que estás en los cielos és una pel·lícula espanyola dirigida per Pilar Miró el 1980. Es tracta del diari íntim d'una dona que s'enfronta a l'eventualitat de la mort, amb tinys autobiogràfics.

## Argument
Andrea Soriano (Mercedes Sampietro) és una dona que passa dels trenta i que ha obtingut un gran èxit en el terreny professional. És una prestigiosa realitzadora de televisió, encara que a nivell personal les coses no li somriuen, ja que pateix càncer cervical i s'ha d'enfrontar a una operació quirúrgica d'alt risc. És una gran admiradora de Gary Cooper.

## Repartiment
- Mercedes Sampietro: Andrea Soriano
- Jon Finch: Mario
- Carmen Maura: Begoña
- Víctor Valverde: Diego
- Alicia Hermida: María
- Isabel Mestres: Marisa
- José Manuel Cervino: Julio
- Mary Carrillo: la mère
- Agustín González: l'acteur
- Fernando Delgado: Bernardo
- Amparo Soler Leal: Carmen

## Comentari
El guió ja estava escrit el 1978, en col·laboració amb Antonio Larreta, però "a Pilar Miró li van proposar El crimen de Cuenca i Gary Cooper ... va ser ajornat. Paradoxalment, és el xoc produït per El crimen... el que va provocar l'eclosió de Gary Cooper ... ", escriu Françoise Heitz.
Tanmateix, s'hi van fer canvis importants. Per exemple, en la primera versió el protagonista principal era un professor de secundària. La directora, segons el consell d'un dels seus col·laboradors, va renunciar a una elaboració artificial per instal·lar el seu personatge en un mitjà que era el seu, la televisió. En realitat, molts elements de la narració tenen un valor autobiogràfic. "La directora, que havia sofert la seva primera cirurgia cardíaca el 1975, expressa l'angoixa interior sobre la mort, la inútil recerca de suport, de qualsevol ajuda. Juan Antonio Pérez Millán assenyala que, parlant per si mateixa, Pilar Miró no recorre, doncs, a cap efecte dramàtic sensacional.
Alter ego de la directora, Andrea Soriano (Mercedes Sampietro), marcada per una ferida del passat, viatja per la ciutat en el seu Citroën 2 CV per enfrontar-se a un conflicte intern que ha de resoldre en poc temps. La protagonista imita el mític heroi del gènere, Gary Cooper, l'ídol de la seva adolescència. Alguns crítics han fet la connexió amb la pel·lícula d'Agnès Varda Cleo de 5 a 7 de 1962, que també va traçar l'estat d'una dona s'entera que té càncer. La pel·lícula de Varda va ser innovadora, gairebé experimental, ja que el temps diegètic gairebé no superava la durada de l'obra. El mateix cas d'isocronisme, creant un estat d'expectativa, es troba en el western de Cooper Sol davant el perill de 1952. "L'impossible dilatació del temps és el tema de la pel·lícula […] ", destaca Francoise Heitz.
La pel·lícula, ancorada a la realitat política de l'època, també evoca els trastorns d'una transició democràtica espanyola encara fràgil. Parla d'una generació, educada en el silenci, que va creure erròniament que triar un camí significava rebutjar l'altre, un discurs similar al d'Asignatura pendiente de José Luis Garci.
Acollida favorablement per la crítica, a França la pel·lícula es va beneficiar, de cara al públic, de l'efecte mediàtic creat al voltant d'El crimen de Cuenca, que els espectadors espanyols no veurien fins nou mesos més tard. La pel·lícula va vendre 445.593 entrades. La premsa va elogiar la interpretació de Mercè Sampietro, qui va obtenir el premi a la millor actriu al 12è Festival Internacional de Cinema de Moscou de 1981.

## Premis
- 12è Festival Internacional de Cinema de Moscou - Millor actriu per Mercè Sampietro[7]
- Fotogramas de Plata al millor intèrpret de cinema espanyol (1980) - Mercè Sampietro
- Fotogramas de Plata a la millor pel·lícula espanyola (1980)